# Неопатетическое кабаре

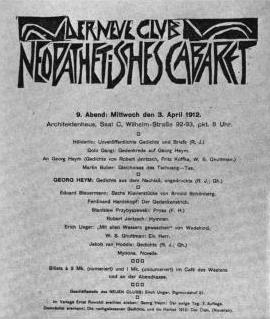
Афиша «Неопатетического кабаре», 1912

«Неопатетическое кабаре» (нем. Neopathetisches Cabaret) — под этим названием в 1910-1914 годах в Берлине проходили литературно-музыкальные вечера «Нового клуба», объединявшего первых немецких экспрессионистов.
Кабаре оказало огромное влияние на литературную жизнь Германии перед Первой мировой войной, творческое становление многих известных впоследствии литераторов. Наравне с первыми экспрессионистскими журналами тех лет, оно дало мощный толчок для развития этого направления в искусстве. Своё название кабаре получило в честь программной статьи Стефана Цвейга «Новый пафос» (нем. Das neue Pathos), в которой он писал:

«Похоже, что в наши дни вновь готовится возвращение к первоначальному сближению и единению поэта и слушателя, появление нового пафоса. Театр был первым мостиком между поэзией и толпой... Кажется, поэты вновь способны, как в былые времена, стать если не духовными вождями времени, то хотя бы укротителями и возбудителями своих страстей, рапсодами, взывающими, воспламеняющими, несущими святой огонь: энергию».

## Участники представлений кабаре
- Георг Гейм
- Курт Хиллер
- Якоб ван Годдис
- Голо Ганги
- Тилла Дюрье
- Мартин Бубер
- Эрнст Бальке
- Эрнст Бласс
- Симон Гуттман
- Эльза Ласкер-Шюлер
- Артур Дрей